# Fideikommis
Fideikommis er oprindeligt et latinsk ord, fideicommissum, og var efter
Romerretten en art legat.
I Danmark bruges Fideikommis om en disposition, hvorved en formue – et gods, en kapital eller begge dele – båndlægges til vedvarende underhold for en familie eller som et varig økonomisk grundlag for velgørende stiftelser eller legater. Den begunstigede kan kun modtage rente af kapitalen eller have ret til at bebo og drive godset, men ikke sælge eller pantsætte det. Et fideikommis oprettedes med et særligt dokument, et fideikommisbrev.
Ved Grundloven af 1849 blev det forbudt at oprette nye len, stamhuse og fideikommisgodser, og ved lensafløsningen efter 1919 blev samtlige eksisterende fideikommisser i Danmark ophævet.
Ved grundlovsrevisionen i 1953 blev forbuddet udvidet til at gælde også anden familiefideikommis, herunder pengefamiliefideikommiser, som blev afløst på basis af en lov fra 1954. Dette forbud skulle forhindre opkomsten af en rigmandsklasse gennem opsamling af formuer, der gik udelt i arv inden for en bestemt familie. Arveloven indeholder bestemmelser, der hindrer, at flere ufødte fysiske personer indsættes som arvinger efter hinanden.